# チャールズ・エリック・メイン
チャールズ・エリック・メイン（Charles Eric Maine、1921年1月21日 - 1981年11月30日）は、イギリスのSF作家。
本名はデイヴィッド・マクルウェン(またはデヴィッド・マクレーンとも)。

## 経歴・人物
リヴァプール生まれ。
第二次世界大戦ではイギリス空軍で士官として北アフリカの軍務に就いた。
戦後はテレビ技術者、テレビ・ラジオの脚本家を経て、1952年に30歳で作家生活に入った。
スリラー仕立ての娯楽SFを得意とする。
非SF系作品の発表にはリチャード・レイナーの別名を使用した。この他、本名での著作もある。
第一次月面探検隊の危難を描いた『大真空』（High Vacuum）は、代表作にして月をテーマにしたSFの古典の1つでもある。
また『同位元素人間』（The Isotope Man）は、映画『爆殺指令』（Timeslip / The Atomic Man、1956、イギリス、監督：ケン・ヒューズ、主演：ジーン・ネルソン）の原作となった。

## 日本語訳された作品

### 単行本
- 『大真空』（High Vacuum (1956)、高橋泰邦訳、ハヤカワ・SF・シリーズ） 1959
- 『同位元素人間』（The Isotope Man (1957)、斉藤伯好訳、久保書店QTブックス） 1968、のち改訳改題『アイソトープ・マン』（ハヤカワ文庫SF） 1982
- 『海が消えた時』（The Tide Went Out (1958)、中上守訳、ハヤカワ・SF・シリーズ） 1970
- 『消えていく海』（福島正実訳、集英社、ジュニア版世界のSF18） 1970

「消えていく海」「アイソトープ人間」を収録

### 寄稿
- 「ハイウェイJ」（High Way J、矢崎竜介訳、『奇想天外』1976年6月号（1976 NO.3）に掲載）